# Andrea Ahmann
Andrea Ahmann (Stuttgart, 19 de noviembre de 1968) es una deportista alemana que compitió en voleibol, en la modalidad de playa. Ganó dos medallas en el Campeonato Europeo de Vóley Playa, plata en 2003 y bronce en 2001.

## Palmarés internacional
| Campeonato Europeo | Campeonato Europeo | Campeonato Europeo | Campeonato Europeo |
| Año                | Lugar              | Medalla            | Pareja             |
| ------------------ | ------------------ | ------------------ | ------------------ |
| 2001               | Jesolo (Italia)    | Medalla de bronce  | Ulrike Schmidt     |
| 2003               | Alanya (Turquía)   | Medalla de plata   | Jana Vollmer       |